# Plymouth (Floride)
Pour les articles homonymes, voir Plymouth.
Plymouth est une localité américaine située dans le comté d'Orange, en Floride.

## Source
- (en) Cet article est partiellement ou en totalité issu de l’article de Wikipédia en anglais intitulé « Plymouth, Florida » (voir la liste des auteurs).